# دیوید چیانگ
داوید چیانگ (انگلیسی: David Chiang؛ زادهٔ ۲۹ ژوئن ۱۹۴۷) بازیگر، کارگردان فیلم، تهیه‌کننده فیلم اهل کانادا است.
از فیلم‌ها یا برنامه‌های تلویزیونی که وی در آن نقش داشته‌است، می‌توان به انتقام شمشیرزن یک‌دست، انتقام، لبه آب، ملکه بیوه پادشاه، ۷ مرد ارتشی، ماجراجویان، مبارز هزار چهره،برادران تنی و آنها که قهرمانند اشاره کرد.